# Bist du okay
Bist du okay ist ein Lied des deutschen Popsängers Mark Forster, in Kooperation mit dem deutschen DJ-Duo VIZE. Das Stück ist die zweite Singleauskopplung aus Forsters fünftem Studioalbum Musketiere.

## Entstehung und künstlerische Arbeit
Bist du okay wurde von Forster selbst – unter seinem bürgerlichen Namen Mark Cwiertnia – gemeinsam mit den Koautoren Jan Philipp Bednorz (Phil The Beat), Daniel Nitt, Konstantin Scherer (Djorkaeff) und Vincent Stein (Beatzarre) geschrieben. Die Produktion tätigten Mark Becker und das VIZE-Mitglied Vitali Zestovskih. Das Mastering erfolgte unter der Leitung von Ralf Christian Mayer. Abgemischt wurde das Stück durch Johannes Biniek.
Auf dem Frontcover der Single sind – neben Künstlernamen und Liedtitel – die Interpreten Forster und VIZE zu sehen. Es zeigt die drei in einem quadratischen Glaskasten (einem sogenannten „Cube“), vor einem schwarzen Hintergrund, während das Spotlight auf sie gerichtet ist. Alle drei tragen ebenfalls schwarze Kleidung. In der Mitte steht Forster, rechts von ihm das VIZE-Mitglied Johannes Vimalavong sowie links das andere VIZE-Mitglied Zestovskih. Die beiden VIZE-Mitglieder stehen einen Schritt hinter Forster. Die Fotografie stammt von Robert Winter.

## Veröffentlichung und Promotion
Die Erstveröffentlichung von Bist du okay erfolgte als Download und Streaming am 25. September 2020. Die Veröffentlichung erfolgte als Einzeltrack durch das Musiklabel Four Music, der Vertrieb erfolgte durch Sony Music. Am 13. August 2021 erschien das Lied als Teil von Forsters fünftem Studioalbum Musketiere.

## Hintergrundinformation
Bei Bist du okay handelt es sich nicht um den ersten Titel, den Forster im Bereich der elektronischen Tanzmusik aufnahm. 2015 nahm er zusammen mit dem deutschen DJ Felix Jaehn, unter dem Projektnamen Eff, die Single Stimme auf. Die Single erreichte seinerzeit die Chartspitze der deutschen Singlecharts und wurde zugleich zum ersten Nummer-eins-Hit von Forster. Des Weiteren erreichte die Single Rang zehn in Österreich sowie Rang 26 in der Schweiz. Die Single verkaufte sich über 400.000 Mal und erhielt eine Platin-Schallplatte in Deutschland. Wie es zur Zusammenarbeit mit VIZE kam, erklärte Forster mit folgenden Worten: „Ich war Fan von VIZE, mochte einige ihrer Produktionen und diesen kompromisslosen ‚auf die Fresse‘ Sound. Ich fand die Idee spannend, ein richtiges Lied, mit tiefem Text und Songstruktur mit dem VIZE-Sound zu verbinden. Nicht als Remix, sondern als gemeinsamen Song. Ich hab mir die Telefonnummer besorgt und schon waren wir mittendrin. Ich habe ein paar Anläufe gebraucht, um den richtigen Song zu dieser Idee zu schreiben. Auf einmal kam dann aber ‚Bist du okay‘.“

## Inhalt
Der Liedtext zu Bist du okay ist in deutscher Sprache verfasst. Die Musik und der Text wurden gemeinsam von Beatzarre, Djorkaeff, Mark Forster, Daniel Nitt und Phil Thebeat geschrieben beziehungsweise komponiert. Musikalisch bewegt sich das Lied im Bereich des House sowie der Popmusik. Das Tempo beträgt 125 Schläge pro Minute. Die Tonart ist D-Dur. Inhaltlich richtet sich das Lied an eine Person, die innerlich aufgegeben hat, ihre Emotionen jedoch zu verstecken versucht. Sie scheint sich nicht mehr wie sie selbst zu verhalten und ihren Kummer in Drogen zu verarbeiten („sich jeden Tag betäuben“). Forster spricht der Person Mut zu und erkundigt sich nach ihrem Wohlbefinden. Es handelt sich hierbei um ein autobiografisches Stück von Forster. Es gehe um jemanden aus seinem nahen Umfeld, der ihm Sorgen bereite. Der Mensch wisse nicht, dass das Lied für ihn sei. Manchmal sehe man von außen möglicherweise früher wie sehr jemand leide, oder wie traurig jemand sei, als der Betroffene selber. Der betäube sich mit was auch immer und könne sich noch nicht stellen. Als erster Schritt helfe dabei ein Spiegel, ein Zeichen, oder eine kurze Nachfrage („Bist du okay?“), um zu zeigen, dass man da sei.
Aufgebaut ist das Lied auf zwei Strophen, einem Refrain sowie einem Outro. Das Lied beginnt mit der ersten Strophe, auf die erstmals der Refrain folgt. Der gleiche Vorgang wiederholt sich mit der zweiten Strophe. Nach dem zweiten Refrain wiederholt sich ebendieser in gekürzter Fassung, ehe das Stück mit dem Outro endet, welches sich lediglich aus der sich dreimal wiederholenden Zeile „Bist du okay?“ zusammensetzt. Der Gesang des Liedes stammt komplett von Forster, VIZE wirken nur als Studiomusiker mit.

## Musikvideo
Das Musikvideo zu Bist du okay feierte seine Premiere am 25. September 2020 auf YouTube. Es zeigt Forster und VIZE, die das Lied in einem quadratischen Glaskasten, einem sogenannten „Cube“, aufführen. Begleitet werden die Aufführungen durch weiße Lichtanimationen, vor einem schwarzen Hintergrund. Mit Ausnahme von zwei kurzen Sequenzen am Anfang und Ende des Videos, sind Forster und VIZE das komplette Video über separat zu sehen. Die Gesamtlänge des Videos beträgt 2:50 Minuten. Regie führte, wie schon bei diversen Forster-Videos, Kim Frank. Das Musikvideo zählt bis heute über 5,4 Millionen Aufrufe bei YouTube (Stand November 2020).

## Mitwirkende
| Liedproduktion - Mark Becker: Musikproduzent - Jan Philipp Bednorz (Phil the Beat): Komponist, Liedtexter - Johannes Biniek: Abmischung - Mark Cwiertnia (Mark Forster): Gesang, Komponist, Liedtexter - Ralf Christian Mayer: Mastering - Daniel Nitt: Komponist, Liedtexter - Konstantin Scherer (Djorkaeff): Komponist, Liedtexter - Vincent Stein (Beatzarre): Komponist, Liedtexter - Vitali Zestovskih: Musikproduzent Unternehmen - Four Music: Musiklabel - Sony Music: Vertrieb | Artwork - Robert Winter: Fotograf (Cover) Musikvideo - Olaf Böhme: Video TL - Kim Frank: Drehbuch, Filmeditor, Filmproduzent, Kameramann, Regisseur - Kay Gaafke: Rigger - Torben Glamm: Licht TL - Jan Philipp Grelich: Kameraassistent - Josch Kiss: Lichtgestalter - Dennis Knop: Studiomaler - Christoph Madarasz: Videotechnik - Darren Mullis: Grip - Dirk Rauscher: Animation |

## Rezeption

### Rezensionen
Henry Einck von Dance-Charts verglich Bist du okay mit Stimme, wo Forster zusammen mit Felix Jaehn schonmal einen House-Titel aufnahm. Wie damals, kombiniere er hierbei erneut seine „typischen Vocals“ mit dem „Signatursound eines gehypten Dance-Acts“. Das Lied klinge weitestgehend genauso, wie man es erwarten könne. Bist du okay beinhalte keine große musikalische Überraschung, das Lied nach dem, was man erwarten könne, wenn man an eine Mischung beider Stile denkt. Forster steuere seine „üblichen Deutschpop-Vocals“ bei, die vor allen Dingen im Refrain im Ohr blieben. VIZE setze auf den beliebten „Slap-House-Sound“ der letzten Monate. Den Text beschrieb Einck als „durchaus überraschend“, weil die „Message“ nicht so positiv sei, wie man es als Kombination mit dem „wuchtigen, tanzbaren VIZE-Sound“ vermuten würde. Der Gesang sei „tiefgründig und nachdenklich“, was einen „heftigen“ Kontrast zum Instrumental darstelle, zugleich sei Forsters Stimme in Verbindung mit einem Dance-Instrumental ungewohnt.
Die GfK Entertainment kürte Bist du okay zum „Song des Tages“ am 29. September 2020.
Thomas Pilgrim vom deutschsprachigen E-Zine Plattentests.de vergab drei von zehn Punkten für Musketiere. Er ist der Meinung, dass lediglich Vize- in Form einer steifen, EBM-nahen Sequenz, bei Bist du okay einen Mehrwert für das Album erbringe.
Dominik Lippe vom deutschsprachigen Online-Magazin laut.de bewertete das Album Musketiere mit zwei von fünf Sternen. Während seiner Kritik kam er zum Entschluss, dass Bist du okay eine „deutliche“ Diskrepanz zwischen Musik und Aussage ausweise. „Ich kam zurück und hab’ von Weitem schon gesehen, dass du dich quälst. Sag’, bist du OK?“ frage Forster einen „lieben“ Mitmenschen mit „lobenswerter“ Fürsorge. Dem Produktionsteam sei offenbar der Ernst der Lage entgangen, wenn das Stück in „unpassende House-Gefilde“ lenke. Die Marketingabteilung wittere unterdessen einen Bezug zum Drogenkonsum und lasse eine „radiotaugliche Warnung“ einbauen. Ob der angesprochene Mitmensch denn nicht wisse, „dass sich jeden Tag betäuben gefährlich“ sei? Auch wenn Forster das Szenario bewusst unscharf formuliere, dürften sich krisengebeutelte Menschen verschaukelt vorkommen.

### Charts und Chartplatzierungen
Bist du okay erreichte in Deutschland Rang elf der Singlecharts und konnte sich 25 Wochen in den Charts platzieren. In den Midweekcharts der ersten Verkaufswoche erreichte die Single noch Rang zehn. In den deutschen Downloadcharts erreichte die Single die Chartspitze, in den deutschsprachigen Singlecharts Rang sechs und in den deutschen Streamingcharts Rang 13. In Österreich erreichte die Single in neun Chartwochen mit Rang 46 seine höchste Chartnotierung und in der Schweiz bei einer Chartwoche mit Rang 49.
Für Forster als Interpret ist dies, inklusive des Charterfolgs mit seinem Musikprojekt Eff, der 18. Charterfolg in Deutschland sowie der 14. in der Schweiz und der 13. in Österreich. In seiner Autorentätigkeit erreichte er hiermit zum 22. Mal die deutschen Singlecharts sowie ebenfalls zum 14. Mal die Schweizer Hitparade und zum 13. Mal die Charts in Österreich. Als Produzent erreichte Forster mit Bist du okay zum 21. Mal die Singlecharts in Deutschland sowie zum 13. Mal in der Schweiz und zum zwölften Mal in Österreich. Das Musikprojekt VIZE erreichte hiermit je zum zehnten Mal die deutschen und österreichischen Singlecharts sowie zum dritten Mal nach Baby und Never Let Me Down in der Schweiz.
Scherer erreichte als Autor mit Bist du okay zum 65. Mal die deutschen Singlecharts sowie zum 54. Mal die Charts in Österreich und zum 47. Mal die Schweizer Hitparade. Stein erreichte als Autor zum 93. Mal die Singlecharts in Deutschland sowie zum 69. Mal in Österreich und zum 55. Mal in der Schweiz. Für Nitt ist dies als Autor der 13. Charterfolg in Deutschland sowie der zwölfte in der Schweiz und der zehnte in Österreich. Zestovskih erreichte in seiner Produktionstätigkeit zum 14. Mal die deutschen Charts sowie zum zehnten Mal in Österreich und zum dritten Mal nach Baby (VIZE & Joker Bra) und Never Let Me Down (VIZE & Tom Gregory) in der Schweiz. Phil Thebeat erreichte als Autor je zum sechsten Mal die Singlecharts in Deutschland und Österreich sowie zum vierten Mal in der Schweiz. Becker erreichte als Produzent hiermit je zum zweiten Mal nach Never Let Me Down die deutschen, österreichischen und Schweizer Singlecharts.
| ChartsChartplatzierungen | Höchstplatzierung | Wochen |
| ------------------------ | ----------------- | ------ |
| Deutschland (GfK)        | 11 (25 Wo.)       | 25     |
| Österreich (Ö3)          | 46 (9 Wo.)        | 9      |
| Schweiz (IFPI)           | 55 (1 Wo.)        | 1      |

### Auszeichnungen für Musikverkäufe
Im Februar 2022 wurde Bist du okay in Deutschland mit einer Goldenen Schallplatte für über 200.000 verkaufte Einheiten ausgezeichnet. Im März 2023 folgte Goldstatus in Österreich.
| Land/Region        | Auszeichnungen für Musikverkäufe (Land/Region, Auszeichnung, Verkäufe) | Verkäufe |
| ------------------ | ---------------------------------------------------------------------- | -------- |
| Deutschland (BVMI) | Gold                                                                   | 200.000  |
| Österreich (IFPI)  | Gold                                                                   | 15.000   |
| Insgesamt          | 2× Gold ·                                                              | 215.000  |

## Coverversionen
- 2021: Spongebob Schwammkopf – Och Gary, nee (Album: Schwammtastisch)[26]